# Вьетнамско-монгольские отношения
Вьетнамско-монгольские отношения — двусторонние дипломатические отношения между Вьетнамом и Монголией, установленные в 1954 году. В 2005 году двусторонний товарооборот между Вьетнамом и Монголией составил 2,6 млн долларов.

## История
В XIII веке монгольские войска вторгались на территорию Вьетнама. Двусторонние дипломатические отношения были установлены в 1954 году. В 2023 году У. Хурэлсух посетил Вьетнам. В сентябре 2024 года То Лам посетил Монголию.

## Экономические отношения
В 2005 году двусторонний товарооборот между Вьетнамом и Монголией составил 2,6 млн долларов. В 2010 году двусторонний товарооборот между Вьетнамом и Монголией составил 35,4 млн долларов. В 2005 году экспорт Вьетнама в Монголию составил 2,6 млн долларов.

## Послы Вьетнама в Монголии
- Зоан Хань Дам (по состоянию на 2023 год)[6].

## Послы Монголии во Вьетнаме
- Жигжээгийн Сэрээжав (по состоянию на 2021 год)[7].